# Adolf Merkel
Adolf Merkel (Magonza, 1836 – Strasburgo, 1896) è stato un giurista tedesco.

Fu docente a Strasburgo, Graz, Vienna e Gießen. Divenne celebre per aver scritto Lehrbuch des deutschen Strafrechts (1889). Aderì alla corrente di pensiero del formalismo giuridico.